# Wesley Lau
Wesley Lau (Sheboygan, 18 giugno 1921 – Los Angeles, 30 agosto 1984) è stato un attore statunitense.

## Filmografia parziale

### Cinema
- Non voglio morire (I Want to Live!), regia di Robert Wise (1958)
- La battaglia di Alamo (The Alamo), regia di John Wayne (1960)
- Suspense a Venezia (The Venetian Affair), regia di Jerry Thorpe (1967)
- Panico nella città (Panic in the City), regia di Eddie Davis (1968)
- Il pirata dell'aria (Skyjacked), regia di John Guillermin (1972)
- Big Boss (Lepke), regia di Menahem Golan (1975) - anche sceneggiatore

### Televisione
- Flight – serie TV, 3 episodi (1958)
- Steve Canyon – serie TV, episodio 1x11 (1958)
- Goodyear Theatre – serie TV, episodio 3x01 (1959)
- Alfred Hitchcock presenta (Alfred Hitchcock Presents) – serie TV, 3 episodi (1958-1959)
- Westinghouse Desilu Playhouse – serie TV, episodio 2x01 (1959)
- Peter Gunn – serie TV, episodi 1x35-3x06 (1959-1960)
- Pony Express – serie TV, episodio 1x11 (1959)
- June Allyson Show (The DuPont Show with June Allyson) – serie TV, episodio 1x10 (1959)
- Gunsmoke – serie TV, 3 episodi (1959-1960)
- I detectives (The Detectives) – serie TV, episodio 1x17 (1960)
- Mr. Lucky – serie TV, episodio 1x13 (1960)
- Philip Marlowe – serie TV, episodio 1x17 (1960)
- The Chevy Mystery Show – serie TV, 2 episodi (1960)
- Lo sceriffo indiano (Law of the Plainsman) – serie TV, episodio 1x26 (1960)
- Bonanza – serie TV, 2 episodi (1960-1966)
- Perry Mason – serie TV, 82 episodi (1961-1965)
- Kronos - Sfida al passato (The Time Tunnel) – serie TV, 5 episodi (1966-1967)
- Il virginiano (The Virginian) – serie TV, 3 episodi (1966-1968)
- Garrison Commando (Garrison's Gorillas) – serie TV, episodio 1x04 (1967)
- Missione impossibile (Mission: Impossible) – serie TV, 3 episodi (1969-1972)
- Incident on a Dark Street – film TV (1973)
- La valle delle bambole (Jacqueline Susann's Valley of the Dolls) – miniserie TV (1981)